# 国民革命军第十一军
国民革命军第十一军，历史上曾2次组建。

## 沿革

### 粤军擴編的第十一军（1926—1929）
1923年2月粤军第1师一部编为粤军第四军第1师第1旅。1925年7月编为国民革命军第四军第10师。1926年11月北伐战争中因南昌戰役獲得大量擄獲物資與戰俘，論功行賞的分配下，第四軍配得了1.5萬餘名俘虜與裝備，張發奎利用這批資源將第10師擴編為國民革命軍第十一軍：
- 军长陈铭枢/1927年3月张发奎兼/1927年6月朱晖日/1927年8月下旬蒋光鼐代理/1927年11月初陳銘樞
- 副军长蔣光鼐/叶挺
- 参谋长戴戟
- 第10师，师长蒋光鼐兼/蔡廷锴
- 第24师，师长戴戟/叶挺
- 第26師，師長楊其昌（1927年3月編入）[3]/吳仲禧代

1927年2月，國民革命軍第九軍軍長彭漢章遭到唐生智設計誘殺，部隊遭支解拆分，該軍第2師在3月編入第十一軍，更名為國民革命軍第26師，师长杨其昌（因病未到职），副师长吴仲禧代理。在第二階段北伐戰役，除了新成軍的第24師留守武漢，其餘2師編入第1縱隊越過長江北攻河南省，参加上蔡、临颖战役。
1927年7月，軍長朱晖日決定發動反蔣作戰。十一軍大部分部隊自九江转入南昌，参加八一南昌起义，但是中國共產黨員並未掌握該軍大部分共識，使得在8月9日第10師脫隊、26師隔日跟隨国民革命军第四军返回廣東省，僅有葉挺指揮的國民革命軍24師加入中國工農紅軍。
在部隊發動反蔣後，8月下旬蒋光鼐重建軍部恢復指揮，第10師拆分為第10師（師長蔡廷锴）與重建國民革命軍第24師（師長黄质胜），11月初陳銘樞回任軍長，蒋光鼐任副军长。
1929年初南京国民政府第二次编遣会议，第十一军缩编为广东编谴区第3师和独立第2旅，蒋光鼐任第3师师长；蔡廷锴任独立第2旅旅长。1929年8月，第3师改称國民革命軍第61師，蒋光鼐任师长。独立第2旅改编为國民革命軍第60師，蔡廷锴任师长。此後此2部隊編入國民革命軍第十九路軍，投入一·二八事變，在福建事變後遭撤併剿滅。

### 宁夏马鸿逵部组建第十一军（第2次组建）
1920年甘肃昭武回民骑兵营扩编为陆军第5混成旅。1924年12月12日，段祺瑞政府任命冯玉祥为西北边防督办，驻节张家口，冯玉祥兼任甘肃军务督办（刘郁芬代理）。马鸿逵的第五混成旅扩编为陆军第七师，辖2旅及2个直属团、3个直属营，由五原移驻磴口。时磴口尚未开发，马鸿逵几次请求宁夏镇守使马鸿宾允许其率师入宁，马鸿宾均以甘肃督军陆洪涛之命拒绝，陆并派兵一团来宁夏协防。马鸿宾与宁夏道尹陆必淮向陆洪涛请准给马鸿逵一次协饷10万元。1926年9月17日，冯玉祥五原誓师，以孙良诚为援陕总指挥，率孙连仲、吉鸿昌等4师6个混成旅援陕解西安之围。国民军刘郁芬部入甘，马鸿逵趁机尾随刘部进驻金积、灵武一带富庶地区，在长武被任命为国民军联军第四路军总司令兼第七师师长，辖两个步兵旅和3个骑兵支队，参谋长罗震（保定九期步科）。1927年5月间随冯部出潼关参加北伐战争，尾随中路，经洛阳、郑州，部队驻营园。冯玉祥的国民军改为国民革命军第二集团军时，马鸿逵部改为第二集团军第二方面军第四军，辖步、骑兵各1师，共4个旅。1928年12月召开编遣会议，马鸿逵第四军缩编为第二编谴区暂编第17师，辖步、骑各1旅，共6个团。1929年4月，冯玉祥部放弃鲁、豫，全军西撤。马鸿逵部由鲁北惠民撤至洛阳。1929年5月21日，和韩复榘、石友三联名发出“拥护中央”通电反冯，5月23日率部从洛阳逃往郑州，遭庞炳勋、孙良诚前堵后追，部队溃散，在新郑收拢残部。蒋介石复电嘉奖，以马鸿逵部为第六十四师，旋扩编为第十一军、赏现洋30万元，枪1000余支。
- 第十一军军长兼第六十四师师长马鸿逵，参谋长罗震
- 马全良第一旅
- 马宝琳第二旅
- 李毓奠第三旅
- 马腾蛟骑兵旅
- 军事政治教导团

1929年7月，由郑州移驻济宁。再由济宁移驻徐州。
1930年中原大戰爆，馬鴻逵部扩编为讨逆军第十五路军，辖第64师和第72师，每师2旅4团，另有一个教导团、特务团、炮兵团、骑兵旅、独立第六旅等。1932年10月，蒋介石令马鸿逵任宁夏省政府主席。马鸿逵以第十五路军总指挥兼第三十五师师长职务，奉命留下主力在豫南剿共。挑选精锐编为5个团，1932年11月启程，1933年1月归宁夏就任宁夏省政府主席。所部第35师与马鸿宾的新编第7师对调番号。马鸿逵部编为新编第7师和独立第10旅、骑兵第1、第2旅、1个特务团，开始对宁夏17年统治。留在信阳的第35师师长马腾蛟，辖2个旅4个团继续驻守信阳，由驻豫特派绥靖主任公署刘峙指挥。刘峙把其番号改为剿匪军第一纵队，纵队司令唐俊德。1934年秋该纵队调开封，与新编第46旅合编为第九十五师，即辽沈战役塔山阻击战中大名鼎鼎的“赵子龙师”。1937年2月，新编第7师改编为第168师。
1937年8月，马鸿逵升任第17集团军总司令兼第十一军军长，下辖：
- 第168师，马鸿逵兼任师长；
- 骑兵第1旅马光宗
- 骑兵第2旅马义宗
- 独立第10旅

1949年9月23日残部投诚。